# Kedungtulup
Kedungtulup is een bestuurslaag in het regentschap Rembang van de provincie Midden-Java, Indonesië. Kedungtulup telt 1115 inwoners (volkstelling 2010).